# Dorylomorpha dispar
Dorylomorpha dispar är en tvåvingeart som beskrevs av David Edward Albrecht 1990. Dorylomorpha dispar ingår i släktet Dorylomorpha och familjen ögonflugor.
Artens utbredningsområde är Colorado. Inga underarter finns listade i Catalogue of Life.